# آيزاكا
آيزاكا ISACA هي جمعية مهنية دولية تركز على حوكمة تقنية المعلومات ( تكنولوجيا المعلومات ). ووفقًا لسجلات دائرة الإيرادات الداخلية (IRS) الخاصة بها، تُعرف باسم جمعية ضبط وتدقيق نظم المعلومات، مع أنها تعرف بالاختصار آيزاكا ISACA حاليًا فقط.

## التاريخ
إنطلقت آيزاكا في الولايات المتحدة في عام 1967،  عندما بدأ مجموعة من الأفراد الذين يعملون على ضوابط التدقيق في أنظمة الحاسوب والتي أصبحت أكثر أهمية للعمليات الخاصة بمؤسساتهم. وقد إرتأت هذه المجموعة إلى ضرورة وجود مصدر مركزي للمعلومات والتوجيه في هذا الميدان. قام ستيوارت تيرناور (Stuart Tyrnauer) في عام 1969 وهو موظف في الشركة التي عرفت لاحقًا باسم شركة دوغلاس للطائرات، بتأسيس المجموعة باسم رابطة مدققي معالجة البيانات إلكترونيًا Electronic Data Processing Auditors Association (EDPAA). شغل تيرناور منصب الرئيس المؤسس للهيئة خلال السنوات الثلاث الأولى. في عام 1976 شكلت الرابطة مؤسسة تعليمية للقيام بجهود بحثية واسعة النطاق لتوسيع المعرفة والقيمة الممنوحة لمجالي الحوكمة والضوابط في تكنولوجيا المعلومات .
أصبحت الرابطة في العام 1994 تحمل اسم جمعية ضبط وتدقيق نظم المعلومات .
اعتبارًا من العام 2008 قامت المنظمة باستبدال الاسم الطويل للجمعية بالاسم الجديد والعلامة التجارية آيزاكا ISACA.
في آذار/مارس 2016 ، اشترت آيزاكا معهد سي إم إم آي CMMI الذي يقف وراء تكامل نموذج نضج القدرة .

## الوضع الحالي
تعمل آيزاكا ISACA حاليًا على تقديم الخدمة لأكثر من 165,000 من أعضائها (أعضاء ومحترفون يحملون شهادات آيزاكا ISACA) في أكثر من 180 دولة. المسميات الوظيفية للأعضاء هي: مدقق، استشاري، معلم، متخصص في أمن المعلومات، مراقب، كبير موظفي المعلومات، كبير ضباط أمن المعلومات والمدقق الداخلي. انهم يعملون تقريبًا في جميع فئات المهنة. هناك شبكة من فروع آيزاكا ISACA تضم أكثر من 200 فصل في أكثر من 80 دولة. توفر هذه الفصول التعليم ومشاركة الموارد والدعم والشبكات والفوائد الأخرى.
- كوبت
- مجلة ضوابط أنظمة المعلومات
- مخاطر تقنية المعلومات
- معايير وإرشادات وإجراءات من أجل تدقيق أنظمة المعلومات (تم تطوير الإرشادات بالتعاون مع اتحاد المحاسبين الدوليين)
- خصائص الضوابط والتدقيق والأمن SAP ERP
- قيمة تقنية المعلومات Val IT(الحصول على القيمة الأعلى لاستثمارات تقنية المعلومات)

## الشهادات
- مدقق نظم المعلومات المعتمد (CISA)
- مدير أمن المعلومات المعتمد (CISM)
- حاصل على شهادة حوكمة تقنية المعلومات (CGEIT)
- أهداف الرقابة للمعلومات والتكنولوجيا ذات الصلة (COBIT) 2019
- شهادة في مراقبة نظم المعلومات والمخاطر (CRISC)
- ممارس نيكزس للأمن السيبراني (CSX-P)

تم تقديم شهادة ممارس نيكزس للأمن السيبراني CSX-P، كأول شهادة للأمن السيبراني من آيزاكا في صيف عام 2015. وتعد إحدى الشهادات القليلة التي تتطلب من الفرد العمل في بيئة عمل مباشر، ومع مشاكل حقيقية، للحصول على شهادة. وخصوصًا أنه يتم وضع المتقدمين للامتحان ضمن شبكة مباشرة مع وقوع حادث حقيقي. الجهود التي يبذلها الطالب للرد على الحادث وإصلاح المشكلة تؤدي إلى نوع النتيجة الممنوحة.

## روابط خارجية
- ISACA صفحة الويب الرسمية
- صفحة الويب ISACA CSX الرسمية